# الدیو فرناندز
الدیو فرناندز (انگلیسی: Eladio Fernández؛ زادهٔ ۲۵ آوریل ۱۹۸۶) بازیکن فوتبال اهل اسپانیا است.
از باشگاه‌هایی که در آن بازی کرده‌است می‌توان به باشگاه فوتبال آلکورکون اشاره کرد.